# CFM International LEAP

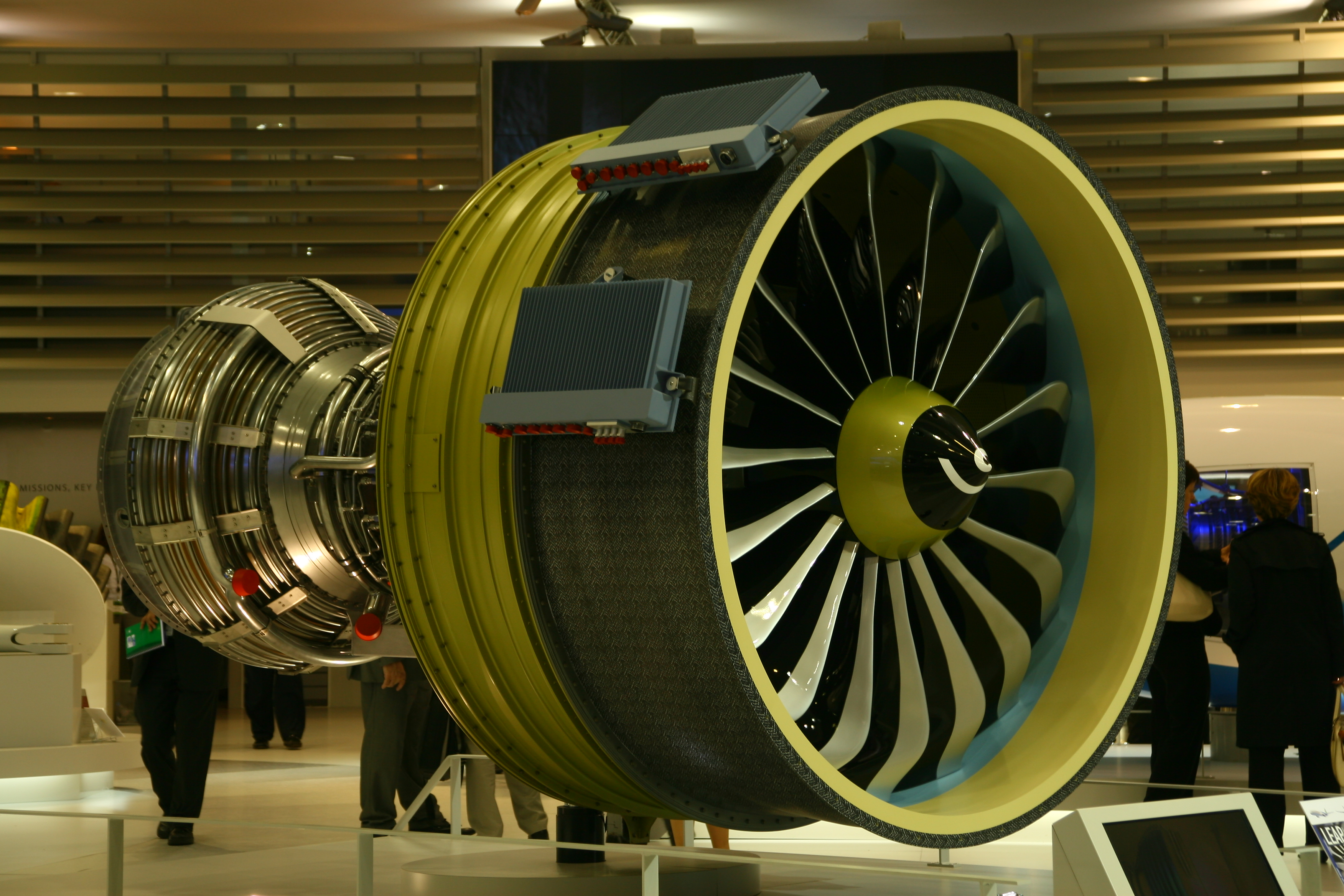
LEAP-Mock-Up in Originalgröße

Das CFM International LEAP (ursprünglich LEAP-X) ist ein Mantelstrom-Flugzeugtriebwerk von CFM International, einem Joint-Venture von General Electric (USA) und Safran Aircraft Engines (vormals Snecma, Frankreich). GE baut den Hochdruckteil des Triebwerks, Safran Aircraft Engines den Niederdruckteil. Leap bedeutet „Sprung“ oder „Satz“ und ist laut Hersteller auch eine Abkürzung von Leading Edge Aviation Propulsion, engl. für „technologieführender Luftfahrtantrieb“.

## Entwicklung und Einsatz
2005 begann CFM mit einer Weiterentwicklung der erfolgreichen CFM56-Triebwerksserie unter der Bezeichnung LEAP56. 2008 entschied man sich für die Neuentwicklung des LEAP-X unter Verwendung der LEAP56-Technologie. 2012 strich der Hersteller den Zusatz „-X“ aus der Modellbezeichnung. Die Erprobung des LEAP-Gesamttriebwerks begann im September 2013.
Das Triebwerk wird in drei Varianten für verschiedene Flugzeugmodelle angeboten. Die Variante LEAP-1A für die Airbus A320neo absolvierte am 19. Mai 2015 vom Airbus-Werksflughafen Toulouse aus ihren Erstflug. Im November 2015 erhielt das Triebwerk und im März 2016 die A320neo mit Triebwerk die gemeinsame Musterzulassung durch EASA und FAA. Am 21. Juli 2016 wurde die erste A320neo mit LEAP-1A an die türkische Pegasus Airlines ausgeliefert. Das LEAP-1A steht in Konkurrenz zum Getriebefan-Triebwerk Pratt & Whitney PW1000G, das ebenfalls für die A320neo angeboten wird.
Boeing stattet die neueste Generation ihrer 737 (die 737 MAX-Modellreihe) exklusiv mit LEAP-1B-Triebwerken aus, nachdem das CFM56 bereits einziger Antrieb der 737NG war. Wegen des wesentlich niedrigeren Fahrwerks muss Boeing mit einem kleineren Fan des neuen Triebwerks auskommen als Airbus. Die Erprobung des LEAP-1B begann im Juni 2014; seinen Erstflug absolvierte es am 29. April 2015 an einer Boeing 747-100 von GE Aviation, und den Erstflug an einer Boeing 737 MAX am 29. Januar 2016. Im Mai 2016 erhielt es die gemeinsame Zulassung von EASA und FAA. Die erste Boeing 737 MAX 8 wurde am 22. Mai 2017 in Dienst gestellt.
Die dritte Triebwerksvariante LEAP-1C treibt den chinesischen Mittelstreckenjet Comac C919 an. Dessen Erstflug fand am 5. Mai 2017 statt, der erste Linienflug am 28. Mai 2023.
Bis November 2011 verbuchte CFM 1192 Bestellungen für das LEAP-1A, 1876 für das LEAP-1B und 760 für das LEAP-1C. Bis Februar 2014 waren es insgesamt rund 6.000 Bestellungen. Zum Vergleich: Das PW1000G, das auch in weiteren Flugzeugmodellen wie dem Airbus A220 (vormals Bombardier CSeries) und der nächsten Embraer-E-Jet-Generation zum Einsatz kommt, wurde bis Februar 2014 rund 5.000 mal geordert.

## Technik

Schema eines Zweiwellen-Mantelstromtriebwerks mit Turbinenkonfiguration 1-3-7-2-4

Das LEAP ist wie das CFM56 und das PW1000G ein Zweiwellentriebwerk und gehört zu einer neuen Triebwerksgeneration mit hohem Nebenstromverhältnis. Für die ersten LEAP-Modelle war ursprünglich ein 193 cm großer Fan mit einem Nebenstromverhältnis von rund 10:1 geplant, jedoch erhöhte CFM diese Daten auf Wunsch von Airbus „in letzter Minute“ auf 198 cm und 11:1, um mit der A320neo wie das PW1000G eine Treibstoffersparnis von 15 Prozent zu erreichen. Der Fan hat 18 Schaufeln – nur halb so viele wie beim CFM56 – die mit einem neuen Verfahren aus einem leichten kohlenstofffaserverstärkten Kunststoff gefertigt werden und an den Vorderkanten mit Titanblechen verstärkt sind. Für Teile der Hochdruckturbine werden erstmals (in einem kommerziellen Flugzeugtriebwerk) Keramikfaser-Verbundwerkstoffe verwendet.
Der als „eCore“ bezeichnete Triebwerkskern hat einen zehnstufigen Hochdruckverdichter, der von einer zweistufigen Hochdruckturbine angetrieben wird. Der Niederdruckteil besteht aus einem dreistufigen Verdichter und einer siebenstufigen (Axialstufenkonfiguration des Leap-1A und -1C ist 3-10-2-7) bzw. fünfstufigen (Axialstufenkonfiguration des Leap-1B ist 3-10-2-5) Turbine.
Eine vom General Electric GEnx übernommene und weiterentwickelte Brennkammer („TAPS II“) sollte den Stickoxidausstoß auf die Hälfte des nach CAEP/6-Standard zulässigen Werts begrenzen. Zudem sollte sich der Lärmausstoß der Leap-1A-Variante bei Starts und Landungen gegenüber dem CFM56 annähernd halbieren, was auch erreicht wurde.
Wegen seiner Größe ist das Triebwerk trotz der leichten Materialien schwerer als das Vorläufermodell.

## Modelle
| Modell               | LEAP-1A        | LEAP-1B        | LEAP-1C    |
| -------------------- | -------------- | -------------- | ---------- |
| Schubbereich         | 107–143 kN     | 130 kN         | 137 kN     |
| Stufen               | 1-3-10-2-7     | 1-3-10-2-5     | 1-3-10-2-7 |
| Fandurchmesser       | 1,98 m         | 1,75 m         | 1,98 m     |
| Nebenstromverhältnis | ca. 11:1       | ca. 9:1        | ca. 11:1   |
| Gewicht              | 3,0 t          | max. 2,8 t     | 3,9 t      |
| Verwendung           | Airbus A320neo | Boeing 737 MAX | Comac C919 |
| Einsatz ab           | 2016           | 2017           | 2023       |